# 595 TCN
595 TCN là một năm trong lịch La Mã.